# Gefilte fish

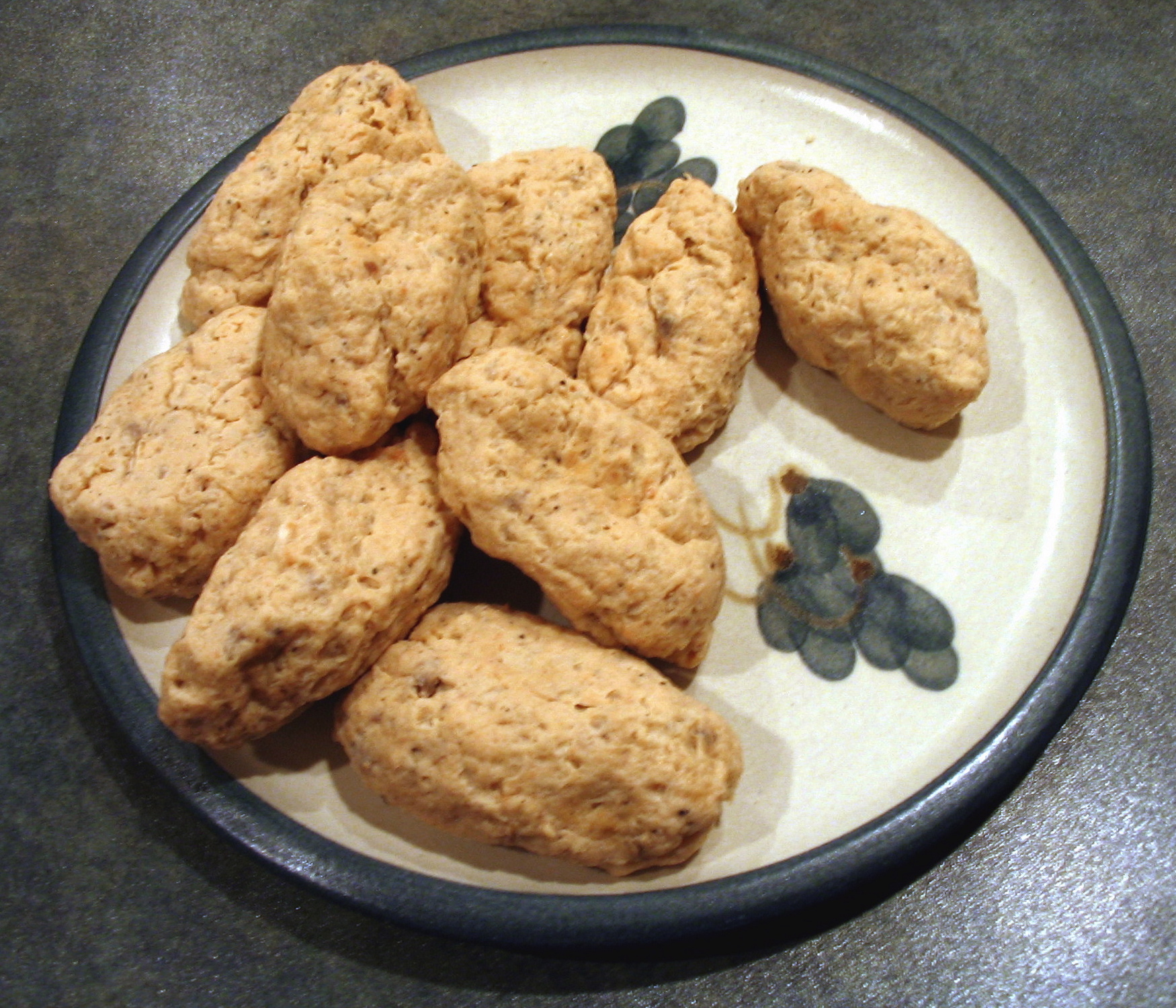
Plato de gefilte fish.

El gefilte fish (pronunciado "guefilte"; del yidis: געפֿילטע פֿיש) es un plato emblemático de la gastronomía judía asquenazí. 
Es elaborado con una mezcla escalfada de pescado molido y deshuesado, como carpa, pescado blanco o lucio, (que a su vez puede ser una mezcla de dos o más especies) con cebolla, zanahoria, perejil, sal y pimienta, que se suele cocinar horneado en forma de bastón o hervido en forma de albóndigas. 
Originalmente la mezcla se introducía en el cuerpo vacío del pescado (el nombre significa ‘pescado relleno’ en yidis). Hacía el siglo XVI, los cocineros empezaron a omitir este laborioso paso y a cocinar el pescado condimentado bajo la forma de albóndigas o quenelles.
Suele servirse en las comidas de Shabat y en las festividades de Rosh Hashaná (año nuevo judío) y de Pésaj (pascua judía).

## Orígenes
El origen del plato es incierto. Gil Marks sostiene en su Encyclopedia of Jewish Food que el plato se originó en Alemania, se extendió hacia el oeste hasta Francia y, más tarde, en el siglo XVII, llegó a Europa del Este, donde el cultivo de carpas, en su mayoría dirigido por judíos, había sido introducido poco antes. Un manuscrito alemán de mediados del siglo XIV contiene una receta de lucio relleno, un plato cristiano de Cuaresma que, según Marks, originalmente llegó a la cocina judía frito, no escalfado, y que luego se simplificó en forma de albóndigas de pescado. Marks basa esta suposición, en particular, en el hecho de que los rabinos franco-alemanes del siglo XIV debatieron si agregar vinagre al pescado picado estaba permitido en Shabat. La antropóloga Claudia Roden menciona la existencia de informes de la Alta Edad Media en los que amas de casa judías cortaban y rellenaban lucios. Otros autores creen que el origen del gefilte fish radica en la tradición asquenazí de Europa del Este, entre otras razones porque el plato era desconocido al oeste del Elba, región que separa a los judíos occidentales de los orientales. Solo se extendió gradualmente hacia el oeste con las grandes oleadas de emigración de la población judía oriental a finales del siglo XIX y principios del XX.